# Sant'Antimo rosso
Il Sant'Antimo rosso è un vino DOC la cui produzione è consentita nella provincia di Siena.

## Caratteristiche organolettiche
- colore: rosso rubino tendente al granato con l'invecchiamento
- odore: vinoso, gradevole
- sapore: sapido, armonico, a volte austero

## Produzione
Provincia, stagione, volume in ettolitri
- nessun dato disponibile